# Instituto Nacional de Estudos e Pesquisa
O Instituto Nacional de Estudos e Pesquisa (Inep) é um órgão público da Guiné-Bissau, vinculado ao Ministério da Educação Nacional, Ensino Superior e Investigação Científica, sediado no Complexo Escolar 14 de Novembro, na cidade de Bissau. Criado pelo Decreto nº 31, de 10 de novembro de 1984, o INEP tem como missão o desenvolvimento, fomento e divulgação de pesquisas nas áreas de ciências sociais e naturais, contribuindo para o desenvolvimento do país e a valorização de seus recursos humanos.

## Histórico
O INEP foi fundado em 1984 por iniciativa de Carlos Lopes, que mobilizou um grupo de intelectuais guineenses comprometidos com o desenvolvimento do país, entre os quais se destacam Carlos Cardoso, Diana Lima Handem e Abdulai Silla. A criação do instituto surgiu como resposta às deficiências na área de investigação científica na Guiné-Bissau pós-colonial, com o objetivo de promover estudos teóricos e aplicados que contribuíssem para o desenvolvimento nacional.
Um dos maiores desafios enfrentados pelo INEP desde sua fundação foi a organização de uma biblioteca funcional e de arquivos históricos. Após a independência da Guiné-Bissau em 1973, o antigo Centro de Estudos da Guiné Portuguesa, que incluía a Biblioteca Nacional, os Arquivos e o Museu Etnográfico, foi esvaziado para dar lugar ao Ministério dos Negócios Estrangeiros. Durante o processo de remoção e armazenamento em locais inadequados, uma parte significativa da rica coleção de livros, documentos valiosos e peças de arte foi perdida ou danificada.
Com o apoio financeiro e técnico da SAREC (Suécia) e do CRDI (Canadá), o INEP conseguiu estabelecer a Biblioteca Pública, a única do país, com mais de 80.000 referências, e os Arquivos Históricos Nacionais (AHN), que reúnem uma vasta coleção de documentos coloniais oficiais recuperados não apenas dos antigos arquivos centrais em Bissau, mas também de vários centros administrativos regionais.

### Impacto da Guerra Civil
O INEP foi um dos órgãos públicos mais afetados pela Guerra Civil na Guiné-Bissau, ocorrida entre 1998 e 1999. Durante o conflito, sua sede foi praticamente destruída, resultando na perda de mais de 60% do acervo e na destruição total dos equipamentos. Após o fim da guerra, o INEP iniciou um longo processo de reconstrução de sua infraestrutura e de reorganização dos documentos remanescentes.

## Estrutura e Atividades

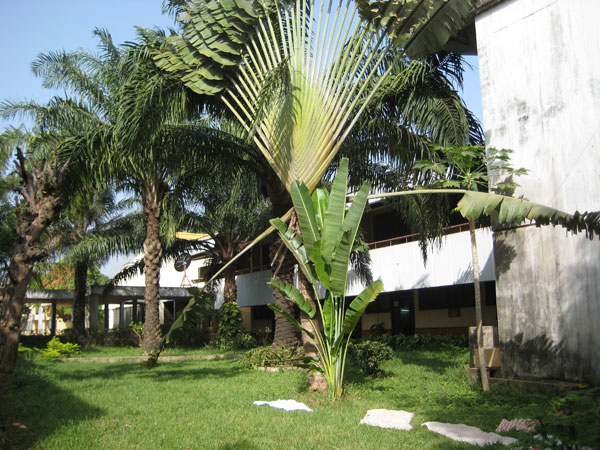
Fotografia do prédio da sede do Inep, em Bissau.

O INEP é constituído por três principais centros de pesquisa, dedicados a estudos antropológicos, históricos/políticos e assuntos contemporâneos de desenvolvimento socioeconômico e ambiental. Além disso, o instituto coordena e mantém em suas instalações a Biblioteca Pública Nacional, com cerca de 70.000 volumes, e os Arquivos Históricos Nacionais da República da Guiné-Bissau, depositários de toda a documentação colonial e pós-colonial.
Suas atividades de pesquisa fornecem suporte técnico e institucional às ações do governo para a formulação e reformulação de políticas públicas e programas de desenvolvimento. Os trabalhos do INEP são disponibilizados para a sociedade por meio de publicações, conferências, colóquios, seminários e jornadas de reflexão, que visam a difusão dos resultados das investigações científicas e o desenvolvimento do próprio instituto.

## Publicações
O INEP mantém a "Soronda - Revista de Estudos Guineenses", uma das principais publicações científicas do país, dedicada à divulgação de pesquisas nas áreas de ciências sociais e humanas. Além disso, o instituto publicou dezenas de livros na série monográfica Kacu Martel e centenas de artigos em outras revistas científicas. Recentemente, a série literária Kebur adicionou oito novos títulos à já extensa lista de publicações do INEP, totalizando mais de 250 publicações desde sua fundação.